# María de la Esperanza de Borbón-Dos Sicilias y Orleans
Prinzessin Maria de la Esperanza Amelia Raniera Maria Rosario Luisa Gonzaga de Borbón-Dos Sicilias y Orleans (* 14. Juni 1914 in Madrid; † 8. August 2005 in Villamanrique de la Condesa bei Sevilla) war eine spanische Adlige aus dem Haus Bourbon-Sizilien.

## Leben

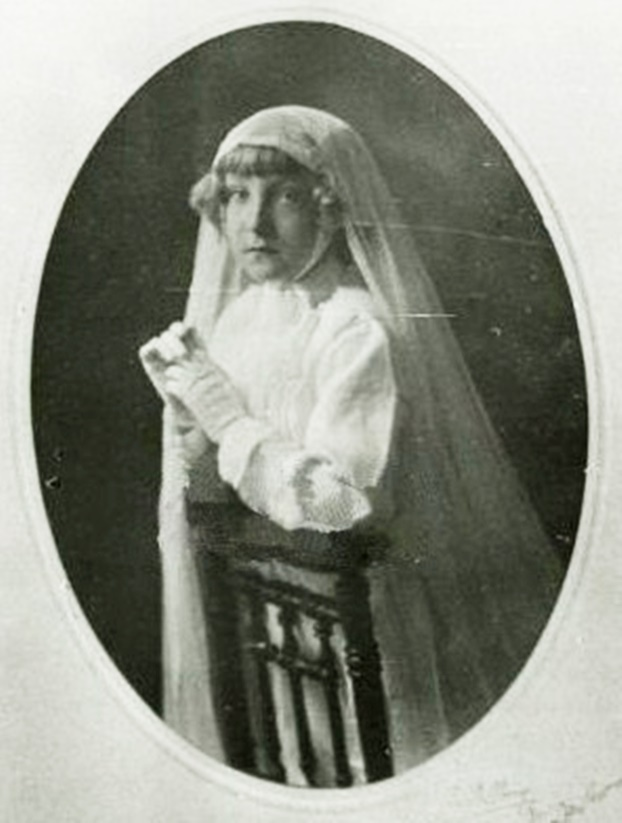
María de la Esperanza de Borbón-Dos Sicilias y Orleans am Tag ihrer Kommunion 1922

Maria de la Esperanza war die jüngste Tochter von Infant Carlos Maria de Bourbon (1870–1949) und seiner zweiten Ehefrau Prinzessin Louise Françoise Marie Laure d’Orleans (1882–1958).
Am 18. Dezember 1944 heiratete sie in Sevilla den Prinzen Pedro Gastão d’Orléans-Bragança (1913–2007), ältester Sohn des Prinzen Pedro de Alcântara Luiz Felip d’Orléans-Braganza (1875–1940) und seiner Ehefrau Gräfin Elizabeth Dobrženský von Dobrženitz (1875–1951). Aus der Ehe gingen sechs Kinder hervor:
- Pedro de Alcântara Carlos João Lourenço Miguel Rafael Gabriel (* 31. Oktober 1945)

1. ⚭ 1975 Rony Kuhn de Souza (1938–1979)
2. ⚭ 1981 Patricia Alexandra Brascombe (1964–2009)

- Maria da Glória Henriqueta Dolores Lúcia Micaela Rafaela Gabriela (* 13. Dezember 1946)

1. ⚭ 1972–1985 Alexander von Jugoslawien (* 1945)
2. ⚭ 1985 Don Ignacio de Medina y Fernández de Córdoba (* 1947)

- Afonso Duarte Francisco Marcos Miguel Rafael Gabriel (* 25. April 1948)

1. ⚭ 1973–1998 Maria Juana Parejo y Gurruchaga  (* 1954)
2. ⚭ 2002 Silvia-Amalia Hungria de Silva Machado (* 1953)

- Manuel Alvaro Rainiero Miguel Gabriel Rafael (* 17. Juni 1949)

1. ⚭ 1977–1995 Margarita Haffner y Lancha (* 1945)

- Cristina Maria do Rosario Leopoldina Micaela Gabriela Rafaela (* 16. Oktober 1950)

1. ⚭ 1980–1988 Jan Pawel Sapieha-Rozánski (* 1935)
2. ⚭ 1992–1996 José Carlos Calmon de Brito

- Francisco Humberto Miguel Rafael Gabriel (* 9. Dezember 1956)

1. ⚭ 1978 Christina Schmidt Peçanha (* 1953)
2. ⚭ 1980 Rita de Cássia Ferreira Pires (* 1961)

Maria de la Esperanza war die jüngere Schwester von María de las Mercedes de Borbón y Orleans, der Mutter von König Juan Carlos I. von Spanien.
Ihr Mann, Pedro Gastão d’Orléans-Bragança, war ein Nachfahre des französischen Bürgerkönigs und des letzten brasilianischen Kaisers. Maria und Pedro waren 61 Jahre lang verheiratet.
Die Tante des spanischen Königs Juan Carlos I., von Duarte Pio von Bragança, Chef des königlichen Hauses von Portugal, und von Diane Herzogin von Württemberg starb 2005 im Alter von 91 Jahren.